# إرنو فينتر
إرنو فينتر (بالمجرية: Winter Ernő)‏ هو مهندس ومخترِع مجري، ولد في 15 مارس 1897 في جيور في المجر، وتوفي في 2 يونيو 1971 في بودابست في المجر.